# اکساالان، فینیک
اکساالان، فینیک (به لاتین: Akçaalan, Finike) یک منطقهٔ مسکونی در ترکیه است که در استان آنتالیا واقع شده‌است.